# Johann Jakob Gysin
Johann Jakob Gysin (* 5. September 1844; † 17. Mai 1895 in Altstätten) war ein schweizerischer Eisenbahningenieur. Er war heimatberechtigt in Lampenberg und verfasste die Projekte für die Sissach-Gelterkinden-Bahn, die Strassenbahn Altstätten–Berneck und die Rickenbahn.